# Ndjock-Bané
Ndjock-Bané est un village de la région du Centre du Cameroun, situé dans la commune de Bot-Makak. 

## Population et développement
En 1962, la population de Ndjock-Bané était de 159 habitants. La population de Ndjock-Bané était de 153 habitants, lors du recensement de 2005. La population est constituée pour l’essentiel de Bassa.  